# ديفيد ديك
ديفيد ديك (بالإنجليزية: David Dick) هو صحفي أمريكي، ولد في 18 فبراير 1930 في سينسيناتي في الولايات المتحدة، وتوفي في 16 يوليو 2010 في مقاطعة بوربون في الولايات المتحدة بسبب سرطان البروستاتا.